# Раян Берубе
Раян Берубе (англ. Ryan Berube, 26 грудня 1973) — американський плавець.
Олімпійський чемпіон 1996 року.
Переможець Панамериканських ігор 1995 року.
Переможець літньої Універсіади 1993 року.